# Zoran Antičević
Zoran Antičević (Bihać, 31. kolovoza 1990.), hrvatski je književnik. Piše romane, pjesme, kratke priče, kolumne, scenarist je dvaju kratkometražnih filmova. Autor je zbirka pjesama „Ljubav iz davnine”(2008.) i „Dolina stvaranja” (2010.) te romana „Evanđelje tame” (2014.). Službeno je predstavljao Hrvatsku na najvećem svjetskom sajmu knjiga u Frankfurtu (Frankfurter Buchmesse) 2016. godine uz još šest autora. Živi u Poreču, gdje je i odrastao.

## Vanjske poveznice
- Nada Landeka: Zoran Antičević - jedan od najčitanijih književnika Hrvatske,
- http://www.nacional.hr/sedam-velicanstvenih-za-hrvatski-nastup-na-sajmu-knjiga-u-frankfurtu/
- http://www.jutarnji.hr/kultura/knjizevnost/sedmero-mladih-hrvatskih-knjizevnika-predstavit-ce-se-na-sajmu-knjiga-u-frankfurtu/5126392/
- http://www.vecernji.hr/knjige/zavrsava-sajam-knjiga-u-frankfurtu-na-kojemu-je-hrvatska-predstavila-mlade-autore-1123192